# Zoroaster fulgens
Zoroaster fulgens är en sjöstjärneart som beskrevs av Thomson 1873. Zoroaster fulgens ingår i släktet Zoroaster och familjen Zoroasteridae. Inga underarter finns listade i Catalogue of Life.